# Takara (banda)
Takara é uma banda de americana de rock, formada em 1987 em Los Angeles, Califórnia. Desde 1992 a banda já gravou 6 álbuns pelas mais diferentes gravadoras nos Estados Unidos, Europa e Japão.

## Discografia
- 1993 - Eternal Faith
- 1995 - Taste of Heaven
- 1998 - Blind in Paradise
- 2001 - Perception of Reality
- 2008 - Invitation to Forever

## Coletâneas
- 1998 - Eternity: Best of 93 - 98